# 楓橋路駅
楓橋路駅（ふうきょうろえき、中文表記: 枫桥路站）は中華人民共和国上海市普陀区曹楊路と真華南路の交差点に位置する上海地下鉄11号線の駅。

## 駅構造
島式ホーム1面2線を有する地下駅。

### のりば
| 番線 | 路線     | 行先             |
| ---- | -------- | ---------------- |
| 1    | ■ 11号線 | 嘉定北・花橋方面 |
| 2    | ■ 11号線 | 迪士尼方面       |

（出典：上海地下鉄:站层图）

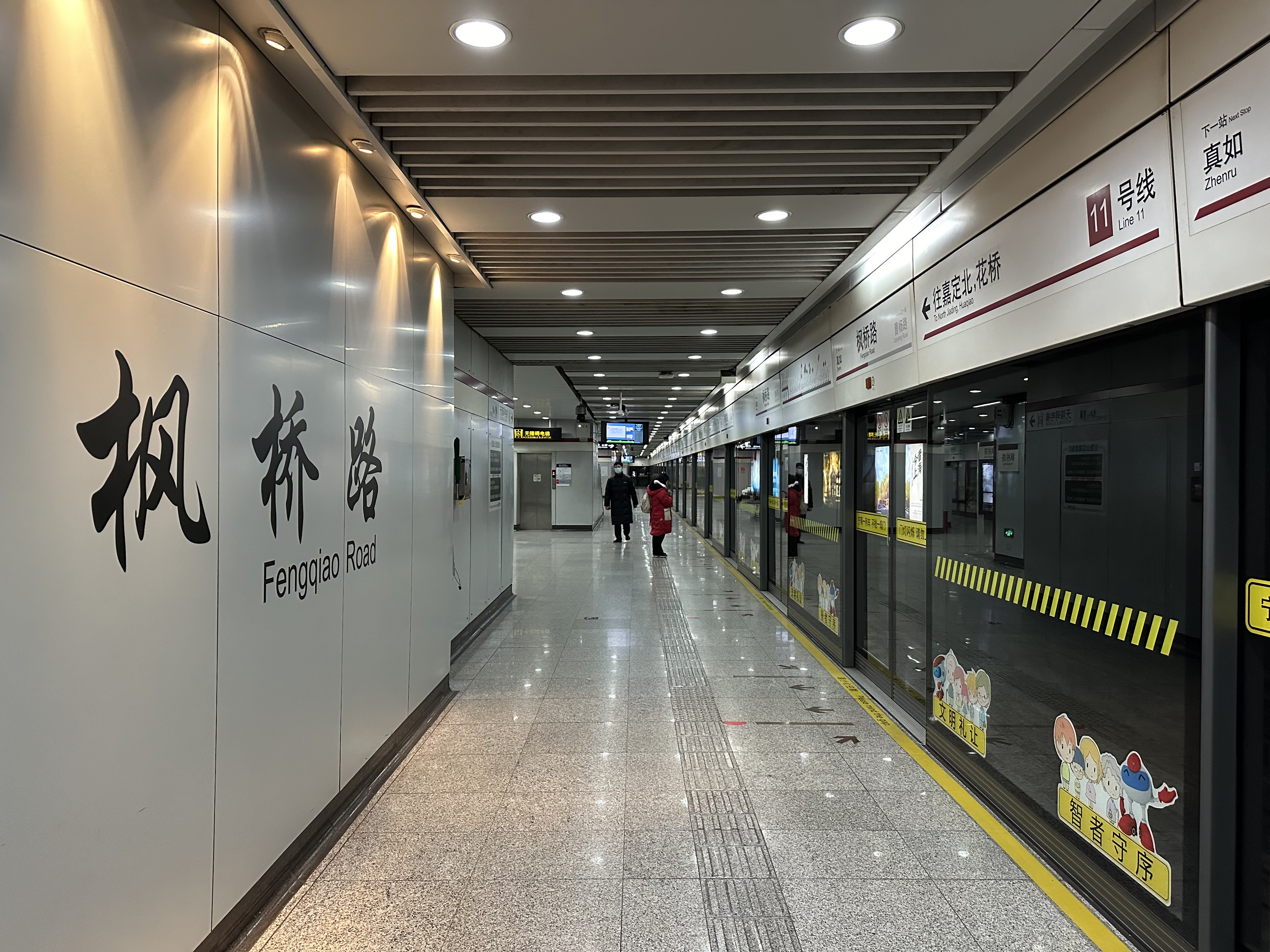
ホーム
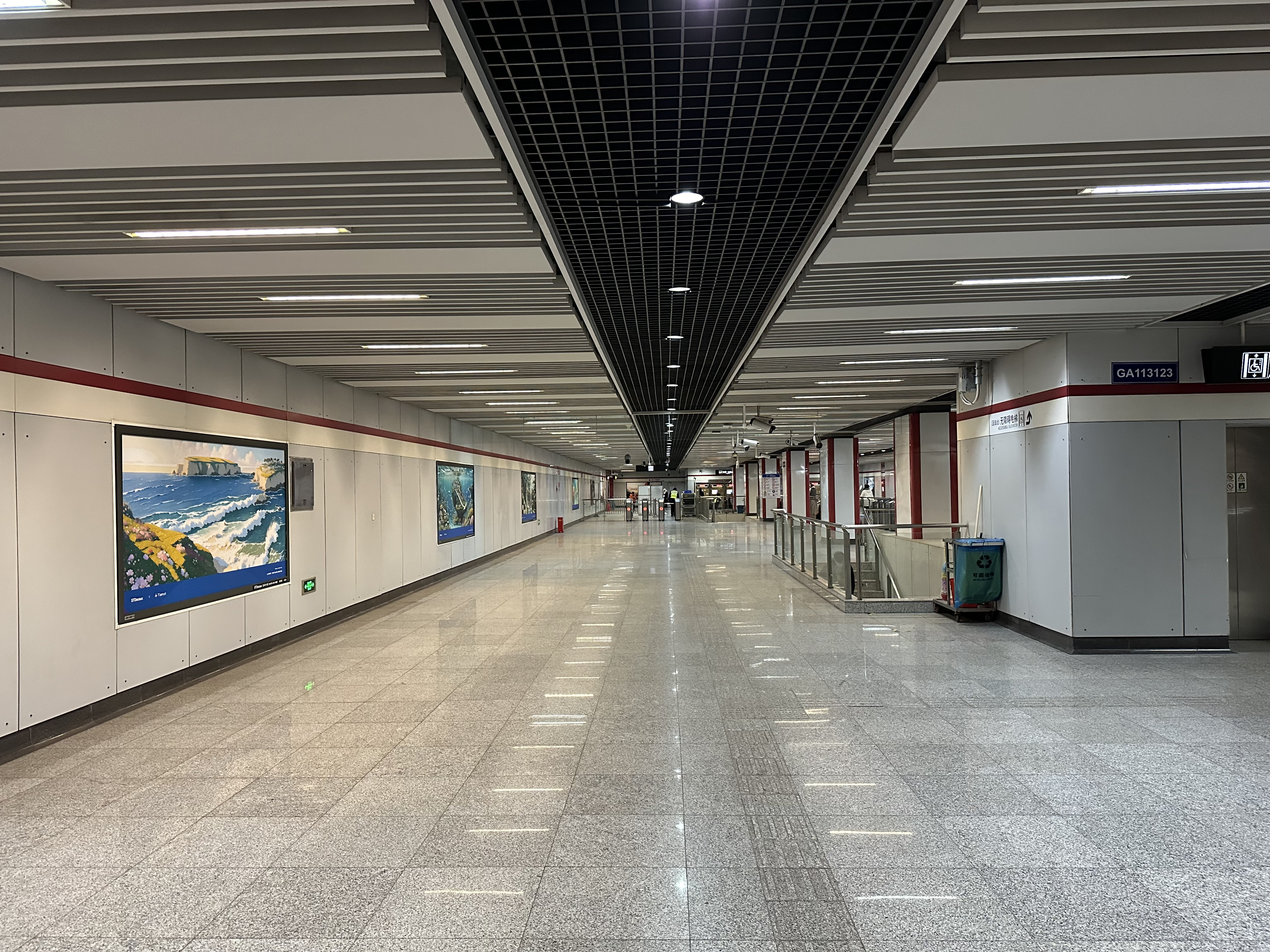
コンコース

## 駅周辺
- 武寧科創ビル
- 星港景苑
- 聯農ビル
- 上海開放大学（中国語版）
- 東原ビル
- 中橋ビル
- 曹楊新村
- 楓橋苑

## 隣の駅
上海軌道交通
■ 11号線
真如駅 - 楓橋路駅 - 曹楊路駅